# Oberkorn
Oberkorn (franska) (luxemburgiska: Uewerkuer lyssna (fil), tyska: Oberkorn) är en ort i kantonen Esch-sur-Alzette i sydvästra Luxemburg. Den ligger i kommunen Differdange, cirka 20 kilometer sydväst om staden Luxemburg. Orten har 4 607 invånare (2022).
Orten har sitt namn efter floden Chiers (tyska: Korn), som är en biflod till Meuse och har sina källor i trakten. Oberkorn har namngett B-sidan på Depeche Modes singel The Meaning of Love.
Den stora vattenbassängen Espace H2O, som byggdes 1912, renoverades av Differdanges kommun 2007 som utställningslokal. De två bassängerna, med en yta på sammanlagt 540 m², byggdes om till gallerilokaler på sammanlagt 470 m².

## Bildgalleri

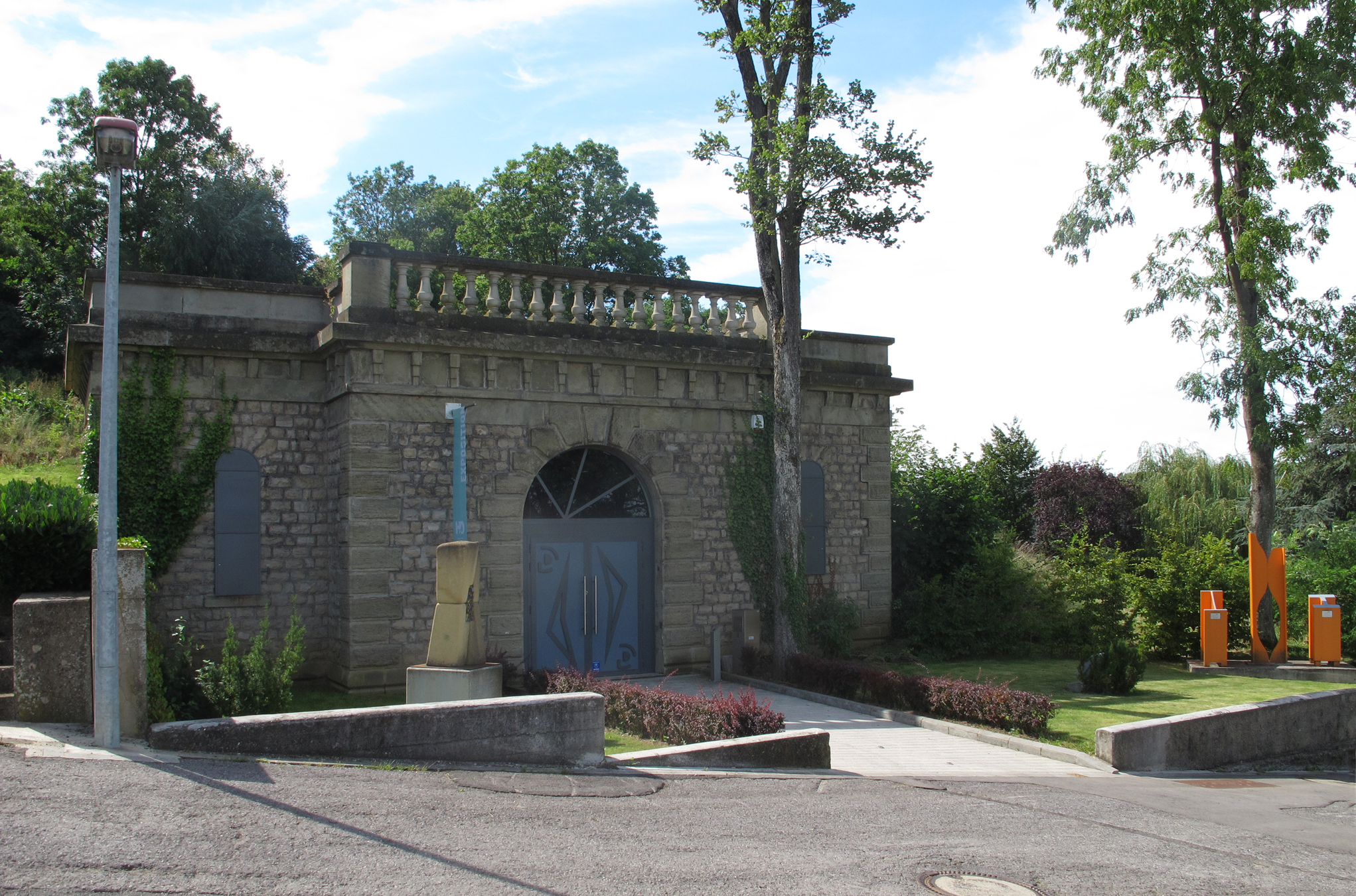
Espace H20.
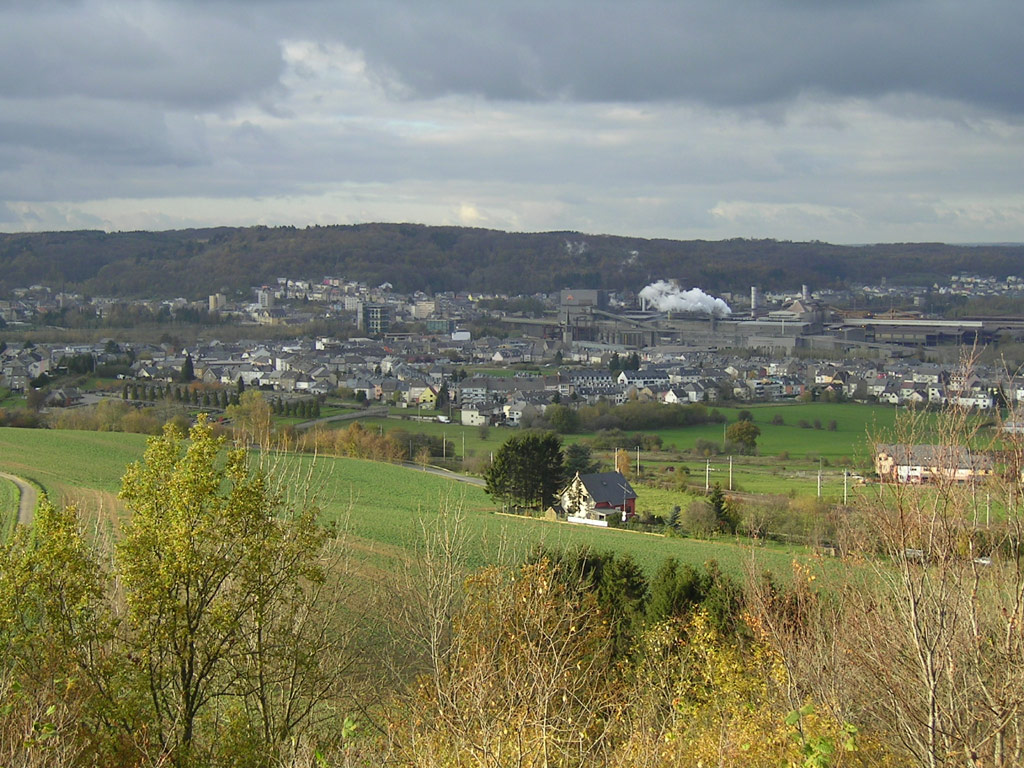
Vy över Oberkorn.
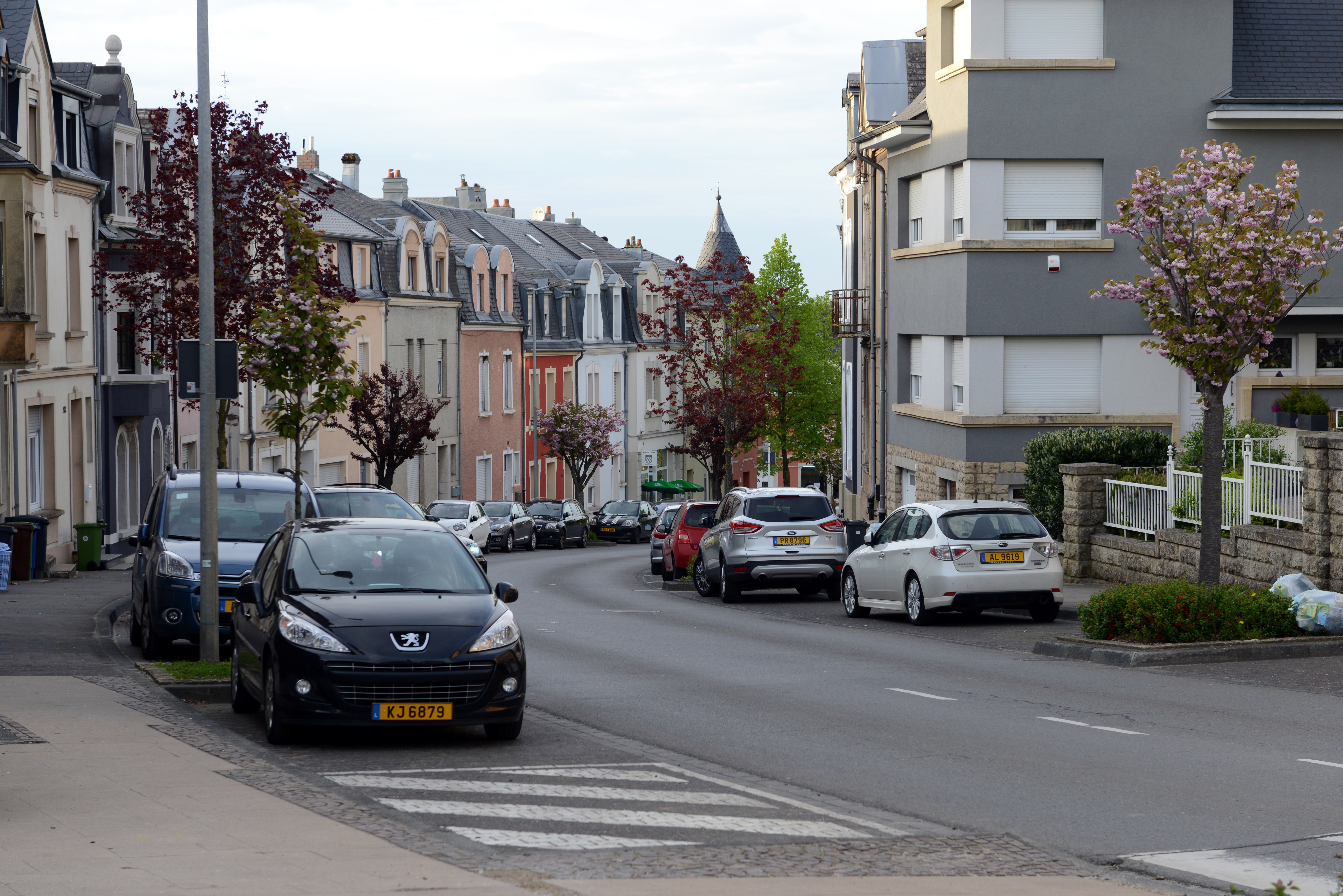
Avenue Charlotte.
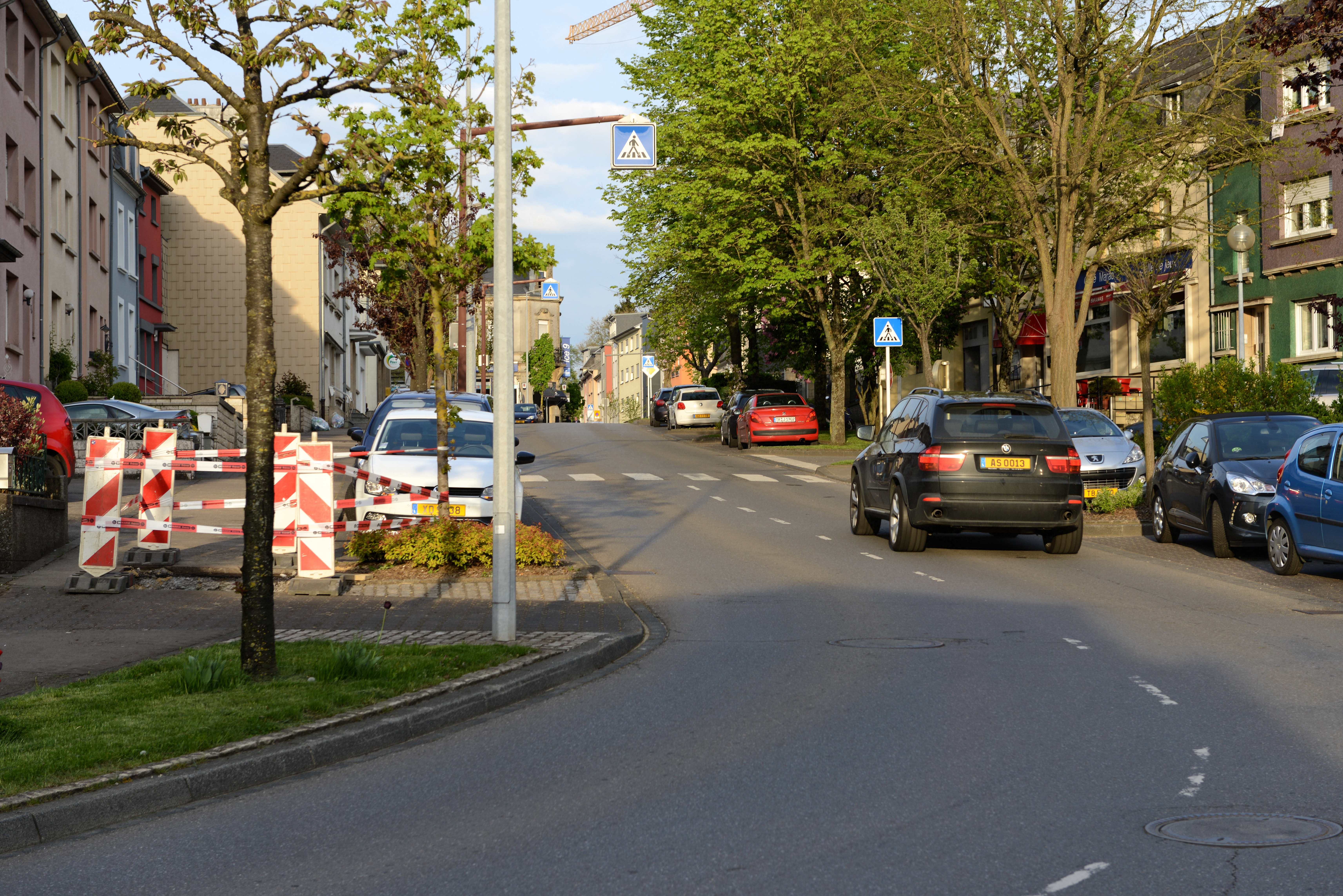
Route de Belvaux.